# Anomalon guisellea
Anomalon guisellea là một loài tò vò trong họ Ichneumonidae.